# Дулята
Дулята — деревня в Зуевском районе Кировской области в составе Кордяжского сельского поселения.

## География
Находится недалеко к северу от железнодорожной линии Киров-Пермь на расстоянии примерно 8 километров на запад-северо-запад от районного центра города Зуевка.

## История
Известна с 1873 года, когда в ней учтено дворов 10 и жителей 120, в 1905 35 и 242, в 1926 42 и 246, в 1950 30 и 135 соответственно, в 1989 отмечено 8 жителей . 

## Население
Постоянное население  составляло 5 человек (русские 100%) в 2002 году, 9 в 2010.